# Sant Martí de Maçana
 (février 2015).
Le contenu est difficilement compréhensible vu les erreurs de traduction, qui sont peut-être dues à l'utilisation d'un logiciel de traduction automatique.
Sant Martí de Maçana, ou simplement Maçana est un noyau de population faisant partie de la commune de Rubió, dans l'Alta Segarra, au nord de la comarque de l'Anoia et envisagé comme entité de population (code 081859). Il est limitrophe au nord, d' Aguilar de Segarra et Els Prats de Rei, à l'est, de Castellfollit del Boix, au sud ,d'Òdena et le reste de Rubió, et à l'ouest, d'Els Prats de Rei et aussi Rubió. Ce noyau est situé au nord de la Serra de Rubió, dans la vallée de la rivière de Maçana, affluent de la rivière de Rajadell.
L'église de Sant Martí de Maçana, au centre du noyau de population, se trouve au beau milieu de la Serra de Rubió, à la Turó de Maçana, de 703 mètres. Sa population est de 39 habitants, selon le recensement de 2014,.
Au village y habite l'écrivain et poète catalan Josep Ferrer i Bujons, natif du lieu.